# Charles Vancouver Piper
Charles Vancouver Piper, född 16 juni 1867, död 11 februari 1926, i litteraturen ofta kallad enbart Charles Piper, var en botaniker från Kanada.
En av de växter han var först att beskriva är gräset Vigna elegans.
Auktorsnamnet Piper kan användas för Charles Vancouver Piper i samband med ett vetenskapligt namn inom botaniken; se Wikipediaartiklar som länkar till auktorsnamnet.